# 安文瀾
安文瀾（？—1908年），直隸省定州直隸州城南赛里村人，清朝政治人物。
自幼聪颖，曾拜武昌张裕钊、桐城吳汝綸为师。光緒十五年（1889年）顺天乡试第一名举人，光绪二十一年（1895年）乙未科二甲88名進士。同年五月，著交吏部掣签分发各省，以知县即用。历官山西河曲县知縣。学生王瑚、王振尧、谷钟秀均成定州名士。

## 著作
《吴先生弟子集》收文章9篇、诗8首传世。